# Hyperaspis undulata
Hyperaspis undulata är en skalbaggsart som först beskrevs av Thomas Say 1824.  Hyperaspis undulata ingår i släktet Hyperaspis och familjen nyckelpigor. Inga underarter finns listade i Catalogue of Life.